# Philippe Warrin
Pour les articles homonymes, voir Warin (homonymie).
 (avril 2022).
Si vous disposez d'ouvrages ou d'articles de référence ou si vous connaissez des sites web de qualité traitant du thème abordé ici, merci de compléter l'article en donnant les références utiles à sa vérifiabilité et en les liant à la section « Notes et références ».
Philippe Warrin, né le 7 juin 1962 à Paris, est un photographe français.
Il est l'auteur en 2007, du portrait officiel de Nicolas Sarkozy en tant que président de la République française.

## Biographie
En sortant de l'école de photographie (ENS Louis-Lumière), il s'envole pour l'Australie où il fait ses premières armes de portraitiste pour une maison de disques.
De retour à Paris, il travaille pour différents supports de presse avant de rentrer comme photographe de studio chez Orop Presse où il photographie des personnalités des arts, du sport et de la politique, comme Patrick Bruel, Jacques Delors et Yannick Noah en France ou encore Halle Berry et Martin Scorsese à Hollywood.
Il commence sa collaboration avec Sipa Press en 1990. En 2001, il photographie pour l'agence les premiers lofteurs et les élèves de Star Academy. Il est aujourd'hui l'un des photographes les plus appréciés des célébrités pour des reportages et séances en studio particulièrement glamour.
Après sa rencontre avec Cécilia Sarkozy, il gagne la confiance de Nicolas Sarkozy et de sa femme et réalise de nombreux reportages du couple présidentiel.
Il a suivi Nicolas Sarkozy pendant sa campagne pour l'élection présidentielle de 2007 et a réalisé à cette occasion les photographies prises le soir du second tour au QG de campagne et au Fouquet's. Elles sont publiées dans Paris-Match .

### Le portrait officiel du président Sarkozy
Il est photographe à l'agence Sipa lorsque Nicolas Sarkozy lui demande le lendemain de son élection de réaliser son portrait officiel destinée à être affichée dans toutes les mairies de France. La séance est programmée le lundi  21 mai 2007  à 11 heures mais a finalement lieu vers 15 heures.
Le président choisit de poser devant la bibliothèque de l'Élysée car c'est l'endroit du palais qu'il préfère. Le photographe lui suggère d'ajouter le drapeau européen aux côtés du drapeau français qu'il souhaitait placer derrière lui. La proposition acceptée, il prend une quarantaine de clichés et en retient cinq pour le choix final, que Nicolas Sarkozy effectue le lendemain.
La séance a duré une vingtaine de minutes en la présence de l'assistant du photographe et de la maquilleuse. La première dame de France, Cécilia Sarkozy était présente dans la pièce les deux premières minutes avant de retourner dans son bureau.
Certains s'interrogent sur la spontanéité et le caractère anodin de la suggestion du photographe Philippe Warrin de faire poser Nicolas Sarkozy avec le drapeau européen dont l'apport rompt avec le caractère exclusivement national de la photographie officielle du chef de l'État. « J’avais suggéré cette innovation » rapportait Philippe Warrin lors d'une interview sur RTL.

### Autres photographies en rapport avec le président Sarkozy
Philippe Warrin a également réalisé une série de photographies du couple Cécilia et Nicolas Sarkozy au Maroc, ainsi que la photographie de la campagne présidentielle « Ensemble, tout devient possible. »

### Vie privée
Depuis 2021, il est en couple avec l'actrice Ingrid Chauvin. Ils se marient au Cap Ferret le 12 octobre 2024.